# Power Macintosh
 (novembre 2017).
Si vous disposez d'ouvrages ou d'articles de référence ou si vous connaissez des sites web de qualité traitant du thème abordé ici, merci de compléter l'article en donnant les références utiles à sa vérifiabilité et en les liant à la section « Notes et références ».

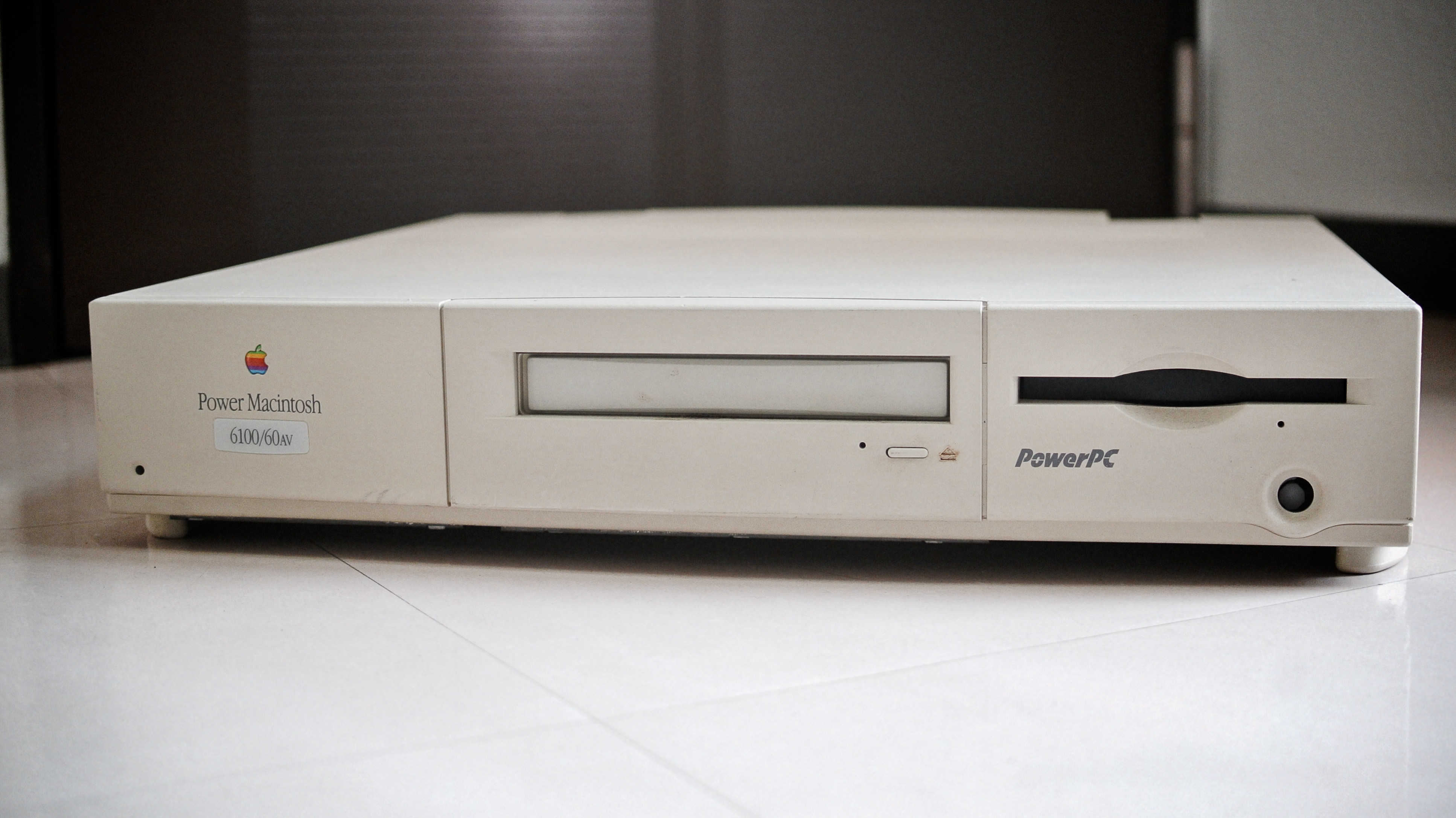
Un Power Macintosh 6100 à 60 MHz (1994).

Les Power Macintosh, ou Power Mac, sont une famille d'ordinateurs Macintosh commercialisés par la société Apple de 1994 à 2006. Ils succèdent aux Macintosh 68k, basés sur la famille de microprocesseurs m68k de Motorola. Ils sont basés sur des processeurs de la famille PowerPC d'IBM et Motorola.

## Histoire
Les premiers Power Macintosh apparaissent en mars 1994 (Power Macintosh 6100, 7100 et 8100). Ils utilisent, sous Mac OS Classic, un émulateur de processeur Motorola 680x0 pour faire tourner les applications antérieures conçues pour l'architecture m68k.
Jusqu'en 1997, les Power Macintosh embarquent des processeurs PowerPC 601, 603 ou 604. Les versions suivantes sont basées sur des PowerPC G3, puis G4 et enfin G5.
Les Power Mac G4 introduisent une particularité, tenant en une troisième unité de calcul vectoriel en plus du CPU et du FPU. Il s'agit de l'AltiVec, ou Velocity Engine qui, au lieu de traiter les données sur un seul entier de 32 bits, les traite sur un vecteur de 128 bits, permettant de gros gains de puissance sur les calculs vectoriels (traitement d'image et de vidéo). La carte mère est adaptée en conséquence.
Apparus en 2003, les Power Mac G5 ont une architecture basée sur le PowerPC 970 d'IBM (ou G5), dérivé du POWER4 des serveurs IBM. Il existe aussi des Power Mac bi-processeur (G4 ou G5). Le processeur G5 est 64 bit et il en existe une version avec deux processeurs bi-cœurs pour un total de quatre cœurs logiques.
En 2006, abandonne les PowerPC au profit des microprocesseurs de la famille x86-64 d'Intel : la gamme Power Mac disparaît alors au profit des Mac Pro. Les ordinateurs de cette nouvelle gamme conservent le boîtier — légèrement modifié — du Power Mac G5 jusqu'à la version 2, lancée en 2013.

Différents Power Mac
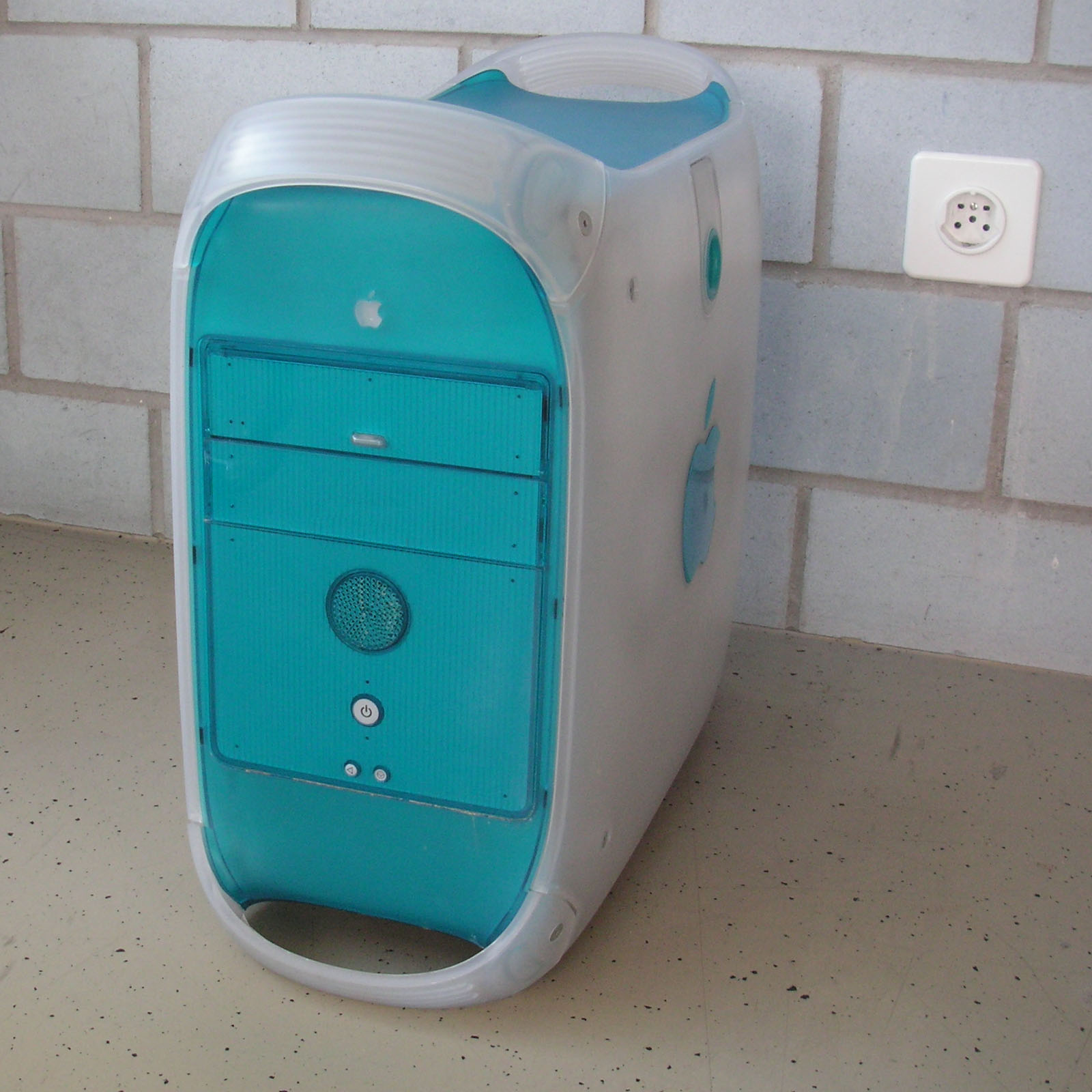
G3 Blanc Bleu
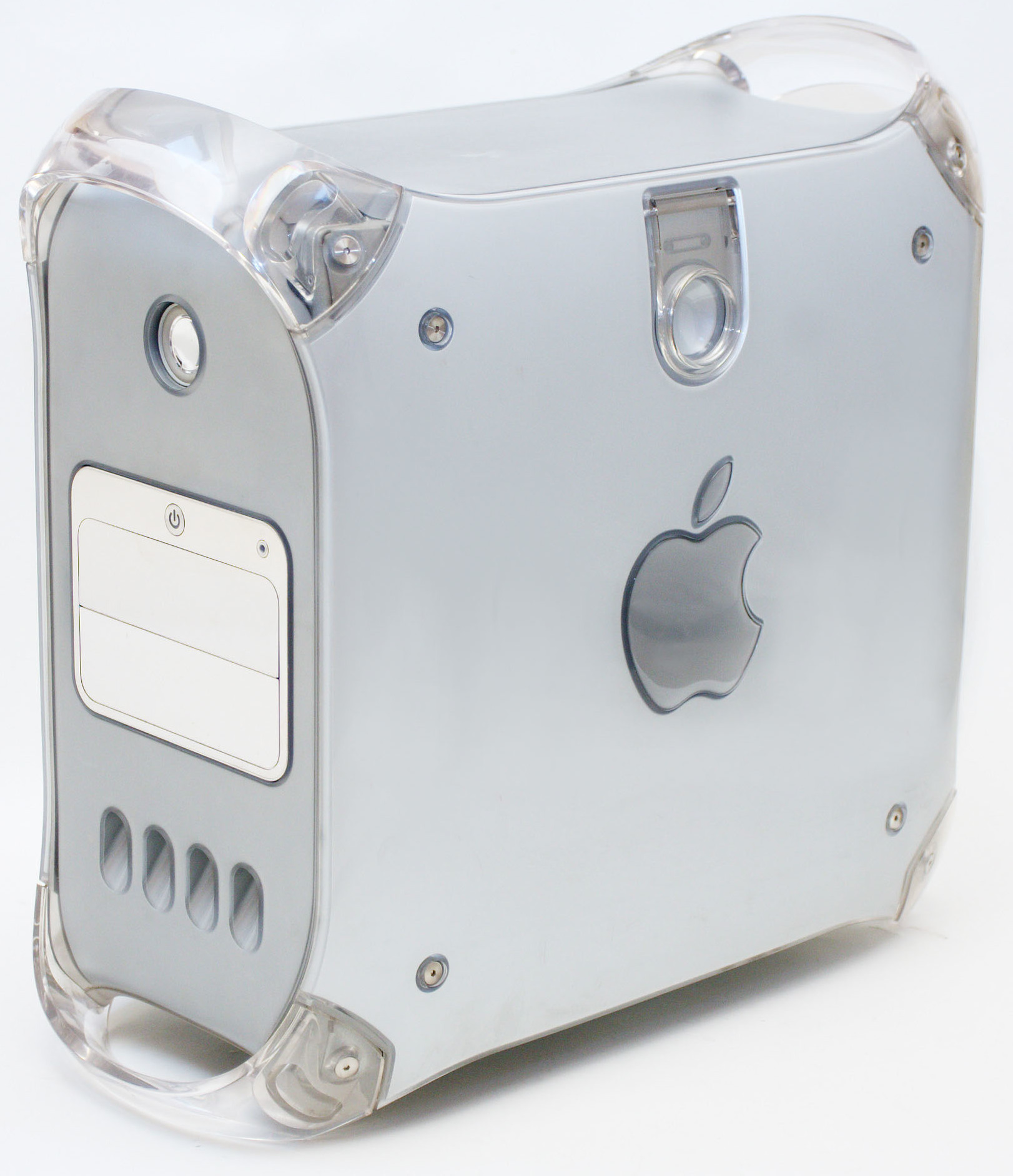
G4 Mirror
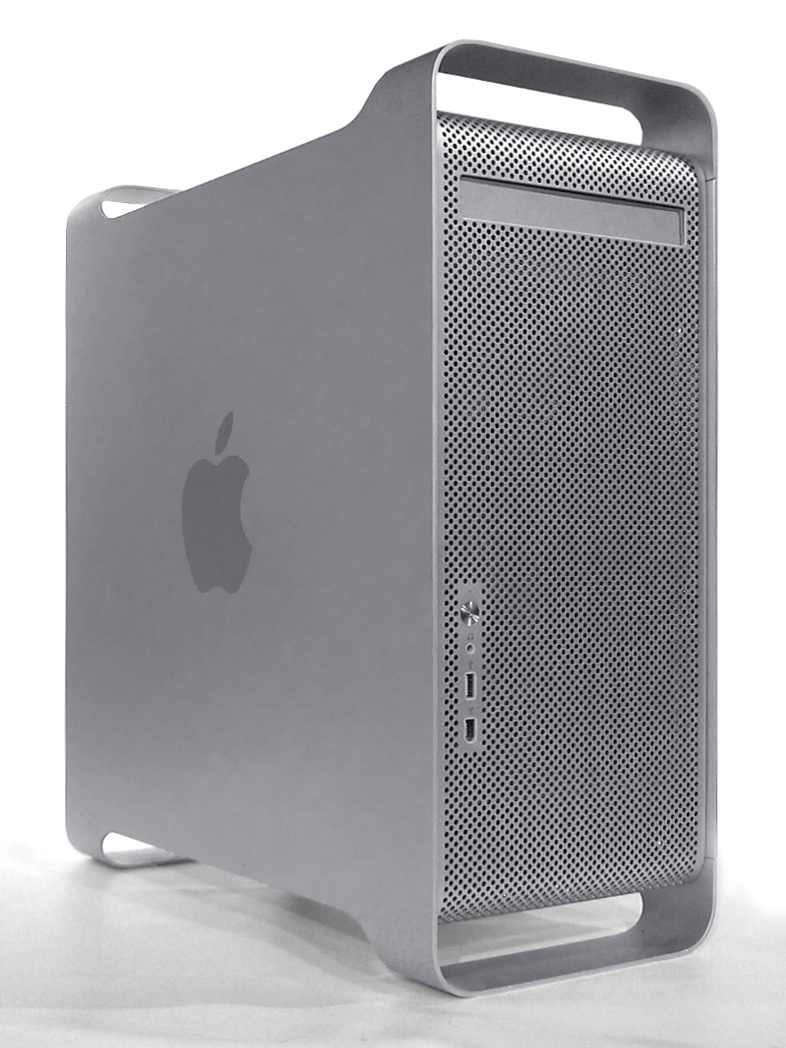
Power Mac G5